# チャーミースマイル&グリーンヘッド
チャーミースマイル&グリーンヘッド （英語: Charmysmile&Greenhead、チャミグリ!、英語: Chamiguri!とも）は、1997年から2001年まで活動したスリーピースフォークロックバンド。メンバーは井手功二、高砂圭司、横瀬卓哉。
レコードレーベルはビクターエンタテインメント→フライングシューズ→ドリームマシーン。所属事務所はアミューズ→フライングシューズ。

## メンバー
| 名前                                | 担当                   |
| ----------------------------------- | ---------------------- |
| 井手 功二 （いで こうじ）           | ボーカル、ギター       |
| 高砂 圭司 （たかすな けいじ）       | ベース                 |
| 横瀬 卓哉 （よこせ たくや）         | ドラムス               |
| サポートメンバー                    |                        |
| 米光 亮 （よねみつ りょう）         | 編曲、マニピュレーター |
| 古川 博 （ふるかわ ひろし）         | ギター                 |
| 永井 誠一郎 （ながい せいいちろう） | キーボード             |

デビューから長らく井手・高砂のユニットであったが、解散直前にデビュー当初からサポートドラマーを勤めた横瀬を含めて「チャミグリ」であったとの発言から加入となった。だが、バンド活動をしている時は、サポートメンバーもほとんど帯同している。

## 概要
元々、ブランニューモンキーズでラッパーとして活動していた井手功二が、同バンド時代にサポートベーシストだった高砂圭司と意気投合し、1997年のトリップフォークジャンボリーに参加することを目的として結成された。バンド名は当初、チャーミーグリーンになる予定であったが、某社からの指摘を避けるため、チャーミー&グリーンヘッドに改めるが、ほどなく井手は、「語呂が良くない」とさらに改名を考えるようになり、ある日、井手がたまたま見ていたTVKのミュージックトマトJAPANで、出演していたSMILEの音楽が気に入ったため、同バンドから名前を借用することを決め、チャーミースマイル&グリーンヘッドという長い名称に決定した。
曲風は、フォークソングからロック、パンク、AOR、弾き語り等。これらにターンテーブル、ラップ、サンプリングを混ぜ合わせながらも、使用する楽器はアコースティック・ギターとコントラバスがメインという独特のサウンドで、後の井手の代名詞である「音楽の四次元ポケット」ぶりをこのころから披露している。

## 略歴
ミニ・アルバム『Growin' Up』にてビクターエンタテインメントよりデビュー。以後シングル4枚、アルバム1枚をリリース、ビクターとの契約を解除。アミューズとのマネジメント契約も解除し、個人事務所、有限会社フライングシューズを設立、独立。インディーズレーベルでマキシシングル「思春期」をリリース後、ドリームマシーンに移籍。バンド名も「チャミグリ!」に改名し、マキシシングル3枚を発売する。
1997年7月から11月まで「オールナイトニッポン」のジングルを担当。「30周年」や「30years」と入っている。
2001年6月にアルバムとシングルをリリースする旨が公式サイトにて発表されていたが、突如掲載が中止され、約1ヶ月後に同年8月いっぱいでの解散とベスト・アルバムの発売が発表された。8月10日に最後の路上ライブ、その後に渋谷On Air Westで解散ライブ、8月31日、アンコールの路上ライブを開催し終業(解散)した。
バンド活動中は主に代々木公園で路上ライブを積極的に展開、好評を博した。メジャー・デビューしたバンドとしては週一回と頻度も多く、未発表曲の演奏等もあって非常に人気も高かったが、代々木公園の規定が変わり路上ライブが禁止されたため、最後の路上ライブは公園外の歩道で行った。
解散後も、メンバー同士の交流は続き、井手のプロデュースで最大のヒット作である、NEWSの「希望〜Yell〜」は、ボーカル以外、全てがチャミグリ!メンバーでの演奏となっている。
2008年11月30日と2009年2月13日、井手が主催するライブ「弾いて語らNight!」にて、井手功二&横瀬卓哉の名義でチャミグリ!時代の曲を披露。その席やブログで井手は「これはチャミグリ!の復活ではない。あくまで井手功二&横瀬卓哉である」「チャミグリ!の復活は音楽業を引退して別の職業に就いている高砂圭司が一緒にやってくれた時に、チャミグリ!の復活を名乗りたい」という旨の発言をしており、バンド復活の可能性を模索している。

## ディスコグラフィー

### シングル
|     | 発売日         | タイトル                 | 規格品番   | 収録曲 | 備考                                        |
| --- | -------------- | ------------------------ | ---------- | --- | ------------------------------------------- |
| 1st | 1998年4月22日  | プレッピースクールボーイ | VIDL-30210 | 1. プレッピースクールボーイ 2. イライラするよ | ビクターエンタテインメント オリコン最高80位 |
| 2nd | 1998年7月23日  | yesterdays               | VIDL-30238 | 1. yesterdays 2. 犬と僕 | ビクターエンタテインメント オリコン最高60位 |
| 3rd | 1998年10月21日 | 秋桜                     | VIDL-30363 | 1. 秋桜 2. サムライ | ビクターエンタテインメント オリコン最高63位 |
| 4th | 1999年2月24日  | ボクたちの旅             | VIDL-30402 | 1. ボクたちの旅 2. パッと散るのも恋のうち | ビクターエンタテインメント オリコン最高63位 |
| 5th | 1999年8月25日  | 思春期                   |            | 1. 思春期 2. GRIDER 3. LONESOME BOY'S LIFE 4. 思春期(Tracks) Shishunki Remix by DJ TAKAWO - 上記マキシシングルの新星堂購入特典。 ゲルゲットショッキングセンターで共演したDJ TAKAWOによる思春期のリミックスが収録されている。 | フライングシューズ                          |
| 6th | 2000年2月23日  | 青春グラフィティ         | HDCA-10029 | 1. 青春グラフィティ 2. 青春グラフィティ(Street Ver.) 3. 青春描写(Asian Ver.) | ドリームマシン                              |
| 7th | 2000年3月23日  | 青春ゼネレーション       | HDCA-10034 | 1. 青春ゼネレーション 2. 青春ゼネレーション(Street Ver.) 3. 青春時代(Asian Ver.) | ドリームマシーン                            |
| 8th | 2000年10月25日 | 陽あたり良好!            | HDCA-10045 | 1. 陽あたり良好! 2. SLIDER 3. ふうせんガム 4. 夕焼けオレンヂ | ドリームマシーン                            |

### アルバム
|              | 発売日                      | タイトル                                               | 規格品番                     | 収録曲 | 備考                       |
| ------------ | --------------------------- | ------------------------------------------------------ | ---------------------------- | --- | -------------------------- |
| 1st mini     | 1997年8月21日 2015年5月13日 | Growin' Up                                             | VICL-60091 MSCL-12663:MEG-CD | 1. Growin' Up 2. パラシュート☆ 3. 少年 4. 太陽がくれた季節～Featuring TAKAKO | ビクターエンタテインメント |
| 1st          | 1999年3月20日 2015年6月24日 | スキヤキ                                               | VICL-60359 MSCL-60724:MEG-CD | 1. 航海 2. ヒステリック 3. MILK BOY(bang a gong) 4. 月がこぼれそう-The Moon's Spilling Over- 5. プレッピースクールボーイ[CL Edit] 6. 777 7. yesterdays 8. あの娘に逢いに行くよ 9. いーじーどらいばー 10. 秋桜 11. 純情にデートしようって言ってるんだぜっ！ 12. スキヤキたべよう 13. ボクたちの旅-farwell version-                                                                                        | ビクターエンタテインメント |
| Best         | 2001年8月21日               | 終業～ボクたちの…青春ベスト                            | DDCW-8006                    | 1. "Curtain Rise" 2. Growin' Up 3. プレッピースクールボーイ 4. yesterdays 5. 秋桜 6. ボクたちの旅 7. 青春グラフィティ 8. 青春ゼネレーション 9. 陽あたり良好! 10. スライダー 11. シェリー 12. イルカ 13. 疾風 14. "and Sun Rise" 15. from 1997 to 2001 終業～ボクたちの…青春解説ベスト～ - 上記アルバムの新星堂での購入特典8cmCD。 権利の関係で音源が一切使えず、ジングルと曲解説のトークだけという内容。 | ドリームマシーン           |
| 青春裏ベスト | 2003年1月1日                | CS+GH UNOFFICIAL BOOTLEGS -Best of Youth Another Side- |                              | 1. THIS IS CS+GH 2. 有限会社フライングシューズ社歌-LIVE at SHIBUYA DeSeO- 3. BAD MORNING CALL! 4. ただいま青春暴走中！-Live at IZAKAYA TENGOKU Mix- 5. 愛しあってるかーい？-Live at YOYOGI PARK- 6. ミゾレ 7. 楓-SUNA'S HOME DEMO - 8. Last Talk 9. 陽あたり良好-旧バージョン- 10. 傷だらけの天使 11. 思春期-YaYa Mix- 12. ～And Sun Set 13. 終業メドレー-Live at SHIBUYA On Air West- 14. みんなの旅    | フライングシューズ         |

## タイアップ一覧
| 年                                | 曲名                     | タイアップ                                                           |
| --------------------------------- | ------------------------ | -------------------------------------------------------------------- |
| チャーミースマイル&グリーンヘッド |                          |                                                                      |
| 1997年                            | Growin' Up               | テレビ東京系『TXNニュース THIS EVENING』エンディングテーマ           |
| 1998年                            | プレッピースクールボーイ | ニッポン放送『ゲルゲットショッキングセンター』エンディングテーマ     |
| 1999年                            | ボクたちの旅             | テレビ東京系『TOKYO DAYS@』エンディングテーマ（1999年2月度）         |
| 1999年                            | ボクたちの旅             | ニッポン放送『オールナイトニッポン』エンディング・テーマ             |
| 1999年                            | ヒステリック             | '99郵便局(現ゆうちょ銀行)ゆうちょCFソング                            |
| チャミグリ!                       |                          |                                                                      |
| 2000年                            | 青春グラフィティ         | テレビ神奈川『saku saku MORNING CALL』エンディングテーマ             |
| 2000年                            | 青春ゼネレーション       | フジテレビ系『Shimura-X天国』エンディングテーマ                      |
| 2000年                            | 陽あたり良好!            | 日本テレビ系『ぐるぐるナインティナイン』2000年下期エンディングテーマ |
| 2000年                            | SLIDER                   | フジテレビ系『S-FIELD ガムシャカ伝説』エンディングテーマ             |
| 2000年                            | 夕焼けオレンヂ           | MBS系『ザ・個室関係』エンディングテーマ                              |

## ライブ
- 2000年12月31日 - LIVE DI:GA SPECIAL 2000 ACT II